# Stephan Schmidt
Stephan Schmidt est un guitariste classique allemand né en 1963 à Schwenningen, Bade-Wurtemberg, Allemagne qui réside en Suisse. 

## Biographie
Il étudie à Trossingen, à Paris et à New York. 
Son enregistrement (en 2000) des œuvres de luth de Jean-Sébastien Bach (versions originales) jouées sur une guitare à 10 cordes a été considéré comme "un nouvel enregistrement de référence des guitares de Bach sur guitare[pas clair]" par le mensuel allemand Fono Forum (de) et a été salué par la critique (BBC Music Magazine, Classic CD) et récompensé (Diapason d'Or, etc.),. 
En 1994, il reçoit le Grand Prix du disque de l'Académie Charles-Cros pour son enregistrement des œuvres complètes pour guitare de Maurice Ohana (à la guitare à dix cordes).

## Enseignement
Schmidt a enseigné à la Haute école des arts de Berne de 1998 à 2001. Depuis 2002, il dirige la Haute école de musique de Bâle (en) qui fait partie de l'académie de musique de la ville de Bâle.

## Enregistrements
- Domenico Scarlatti : Sonates pour guitare; 1995 (Valois - Auvidis) (ASIN B000003I0Z)   ( audio )
- Mario Castelnuovo-Tedesco : Toute la musique de chambre pour guitare; 1997 (Valois - Auvidis) (ASIN B000006530)
- Bach : œuvres de luth; 2000 ( naïf-Auvidis ) (ASIN B00004TVFG)  ( audio )
- Maurice Ohana : L'œuvre pour guitare; 1993, 2001 ( Disques Montaignes - naïve ) (ASIN B00005LJKK)
- Duos de guitares contemporains suisses - Duo de guitares Scheidegger / Schmidt   Avis